# Clara Góra
Clara Góra (* 1931; † 11. Juli 2007 in Wiesbaden) war eine ungarische Tänzerin und Choreografin.

## Leben
Clara Góra war die Frau des Choreografen Imre Keres, mit dem sie 1956 nach dem Ungarischen Volksaufstand als Flüchtling nach Deutschland kam. Nach Engagements in Hannover und Lübeck ging sie mit Keres an das Hessische Staatstheater Wiesbaden, wo sie bis 1967 als Primaballerina und Ballettmeisterin tätig war. Später betrieb sie eine eigene Ballettschule.